# Kayuta Hill
Kayuta Hill is een nummer van de Limburgse rockband Partner uit 1977.
De single wordt geschreven door Ab van Goor, de zanger en drummer van de band, en geproduceerd door Dennis Kloeth. De keyboards op het nummer zijn geïnspireerd door Supertramps Dreamer. De titel is een Engelstalige verbastering van de Limburgse Keutenberg.
Het wordt in 1977 door Phonogram met B-kant City Lights op single uitgebracht en ook opgenomen op het album A Man-Size Job Requres a Min-Size Meal uit 1978. Robin Freeman was de geluidstechnicus van dienst.
De single werd op 14 januari 1978 op Hilversum 3 uitgeroepen tot Troetelschijf. De plaat bereikte begin 1978 de 23e positie de Nederlandse Top 40. Het nummer is de enige Top 40 hit van de band, de andere singles blijven in de Tipparade steken. Mede dankzij het succes van deze single, het haalde in vier weken notering ook de 23e plaats in de Nationale Hitparade (Top 30), mocht de band in 1978 op Pinkpop spelen.

## NPO Radio 2 Top 2000
| Nummer met noteringen in de NPO Radio 2 Top 2000 | '99  | '00 | '01  | '02  | '03  | '04  | '05  |
| ------------------------------------------------ | ---- | --- | ---- | ---- | ---- | ---- | ---- |
| Kayuta Hill                                      | 1398 | -   | 1620 | 1679 | 1733 | 1738 | 1633 |

1. ↑  Een '-' betekent dat het nummer niet was genoteerd en een vetgedrukt getal geeft de hoogste notering aan.
2. ↑  Deze tabel is bijgewerkt tot en met de laatste editie (2024).